# Tour de Flandes 1927
El Tour de Flandes 1927 es la 11.ª edición del Tour de Flandes. La carrera se disputó el 3 de abril de 1927, con inicio en Gante y final en Wetteren después de un recorrido de 217 kilómetros. 
El vencedor final fue el belga Gerard Debaets, que se impuso en solitario en la meta de Gante y, de esta manera conseguía su segunda victoria en esta clásica, después de la conseguida en 1924. Los también belgas Gustave Van Slembrouck y Maurice De Waele fueron segundo y tercero respectivamente.

## Clasificación final
|    | Ciclista               | Equipo         | Tiempo     |
| -- | ---------------------- | -------------- | ---------- |
| 1  | Gerard Debaets         | J.B.Louvet     | 7h 12' 30" |
| 2  | Gustave Van Slembrouck | J.B.Louvet     | + 1' 35"   |
| 3  | Maurice De Waele       | Wonder         | + 2' 20"   |
| 4  | Leo Degraveleyn        | La Française   | + 2' 20"   |
| 5  | Julien Vervaecke       | Peugeot-Dunlop | + 2' 20"   |
| 6  | Gaston Rebry           | Peugeot-Dunlop | + 2' 20"   |
| 7  | Maurice Depauw         | Thomann-Dunlop | + 5' 55"   |
| 8  | Henri Hoevenaars       | Automoto       | + 7' 30"   |
| 9  | Georges Ronsse         | Automoto       | + 7' 40"   |
| 10 | Leander Gijssels       | Griffon        | + 7' 50"   |